# Beethovenstraße (Kempten)
Die Beethovenstraße in der Innenstadt von Kempten (Allgäu) ist Teil der Bundesstraße 19. Der nach Ludwig van Beethoven benannte Verkehrsweg ist Namensgeber für das denkmalpflegerische Ensemble Beethovenstraße. Das Straßenbild ist durch vornehme Vorstadtvillen geprägt.

## Geschichte
Die heutige Beethovenstraße existierte bereits vor dem 19. Jahrhundert als Verbindungsachse zwischen der von Westen führenden Fernstraße (Lindauer Straße) zur Reichsstadt. Nach der Mitte des 19. Jahrhunderts begann die erste Phase der Stadterweiterung Richtung Kopfbahnhof, welcher 1852 eröffnet wurde. Überbaut wurde der Graben der Kemptener Stadtbefestigung.
Die anfangs nach der Schlacht von Sedan Sedanstraße benannte Straße wurde im Lauf des Zweiten Weltkriegs in Mussolinistraße umbenannt und erhielt nach Kriegsende ihren momentanen Straßennamen.

## Bebauung
Durch die ausschließliche Bebauung durch Vorstadtvillen entstand im 19. Jahrhundert ein vornehmes Wohnquartier. Die offene Bauweise mit großen Seitenabständen und Vorgärten beiderseits der Straße trug hierzu bei. Die Villen sind überwiegend zweigeschossig und durch Risalite, Erker und Veranden sich gegenseitig stark ähnelnd. Der architektonische Stil gehört zum späten Historismus; hierzu trägen spätklassizistische, neubarocke und Neurenaissance-Formen bei.
Entlang der Beethovenstraße befinden sich später entstandene Bauwerke wie das Parktheater (Linggstraße 2), das ursprünglich in den 1970ern erbaute und 1997 nach Modernisierungsmaßnahmen wiedereröffnete Parkhotel oder das im 20. Jahrhundert stark veränderte Künstlerhaus. Die Denkmalliste umfasst sieben Bauwerke, wozu noch ursprüngliche Gartenhäuser und Vorgarteneinfriedungen gehören.

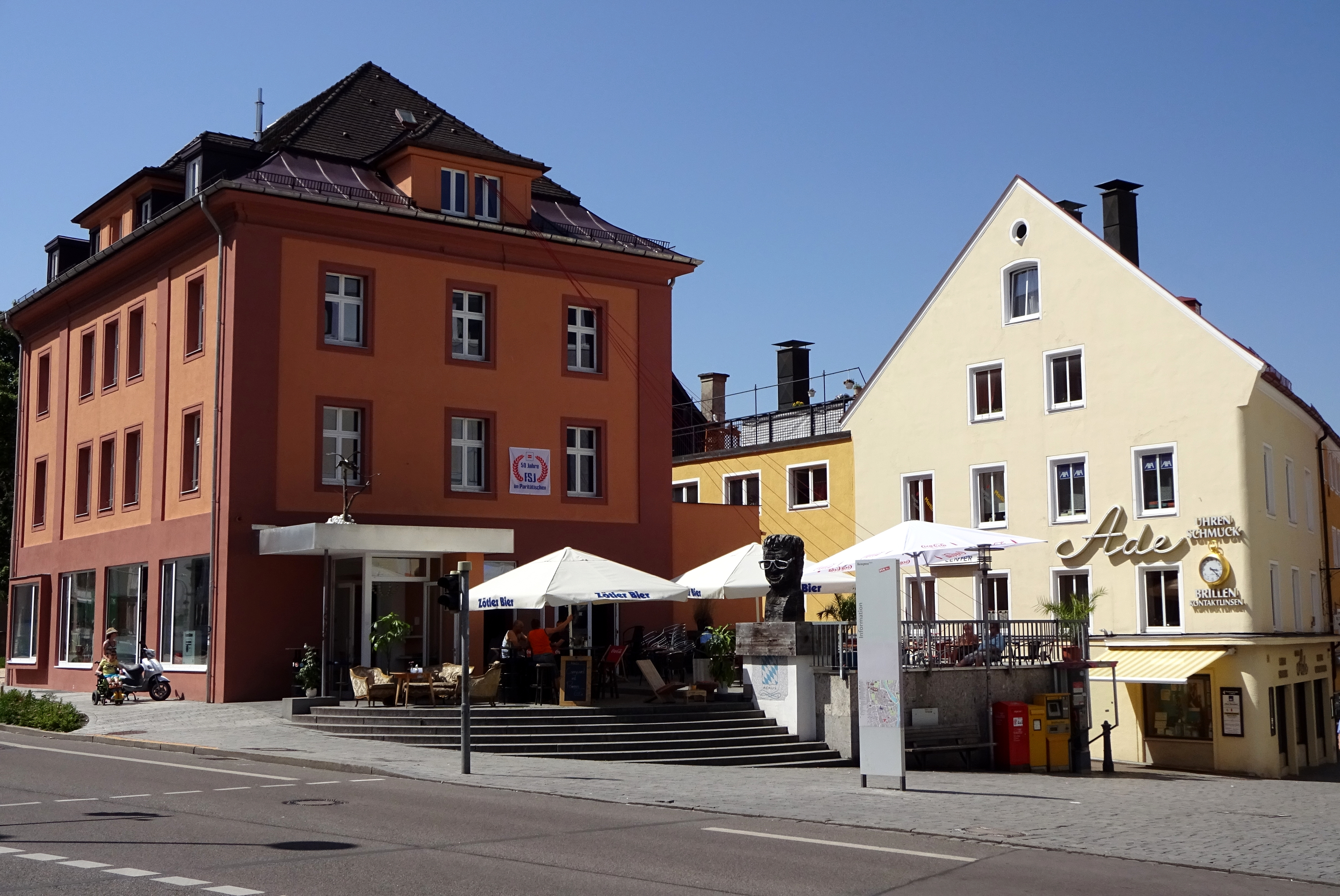
Nr. 2: 1873 errichtet (Künstlerhaus)
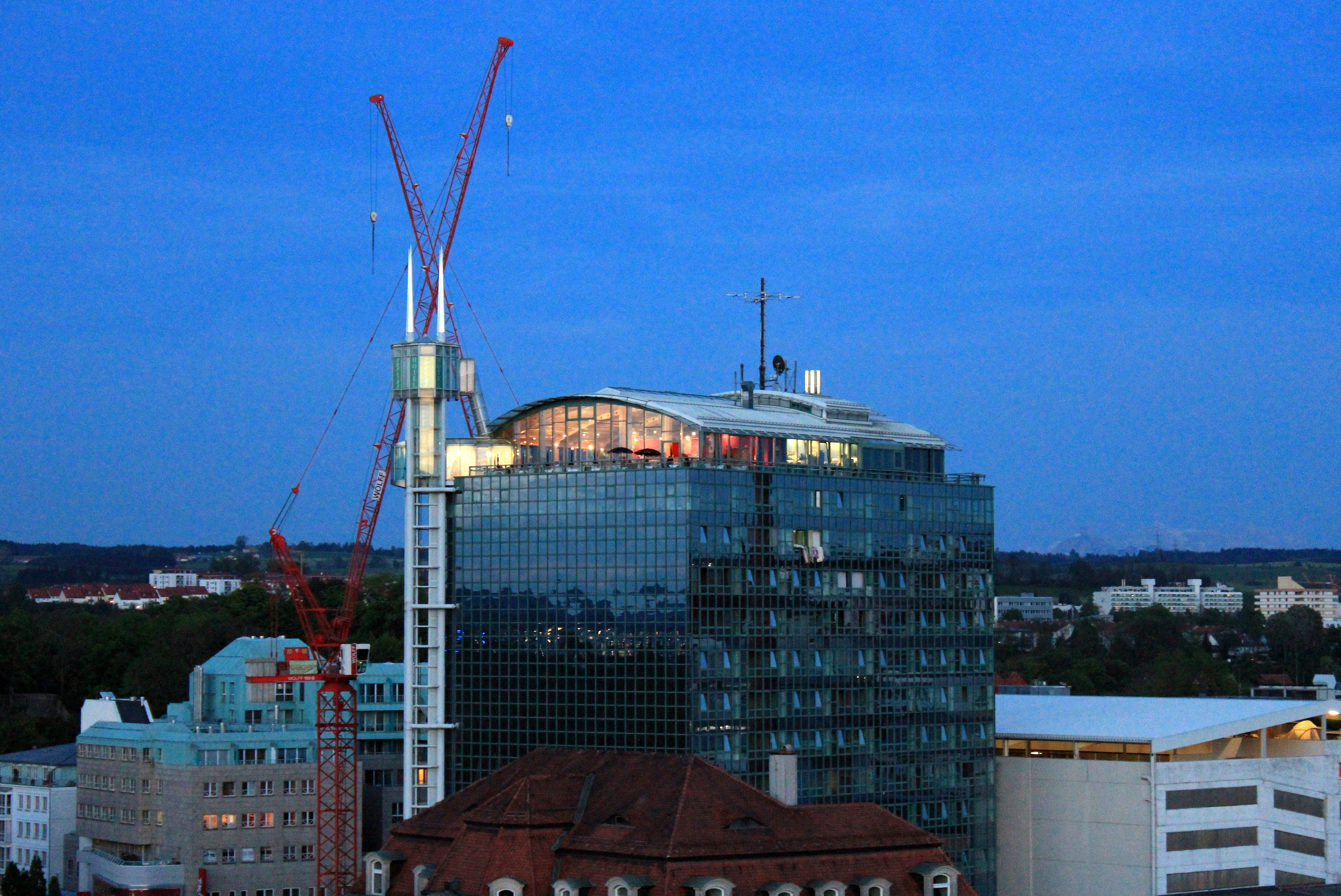
Nr. 5: Allgäu Tower, 1997 eröffnet
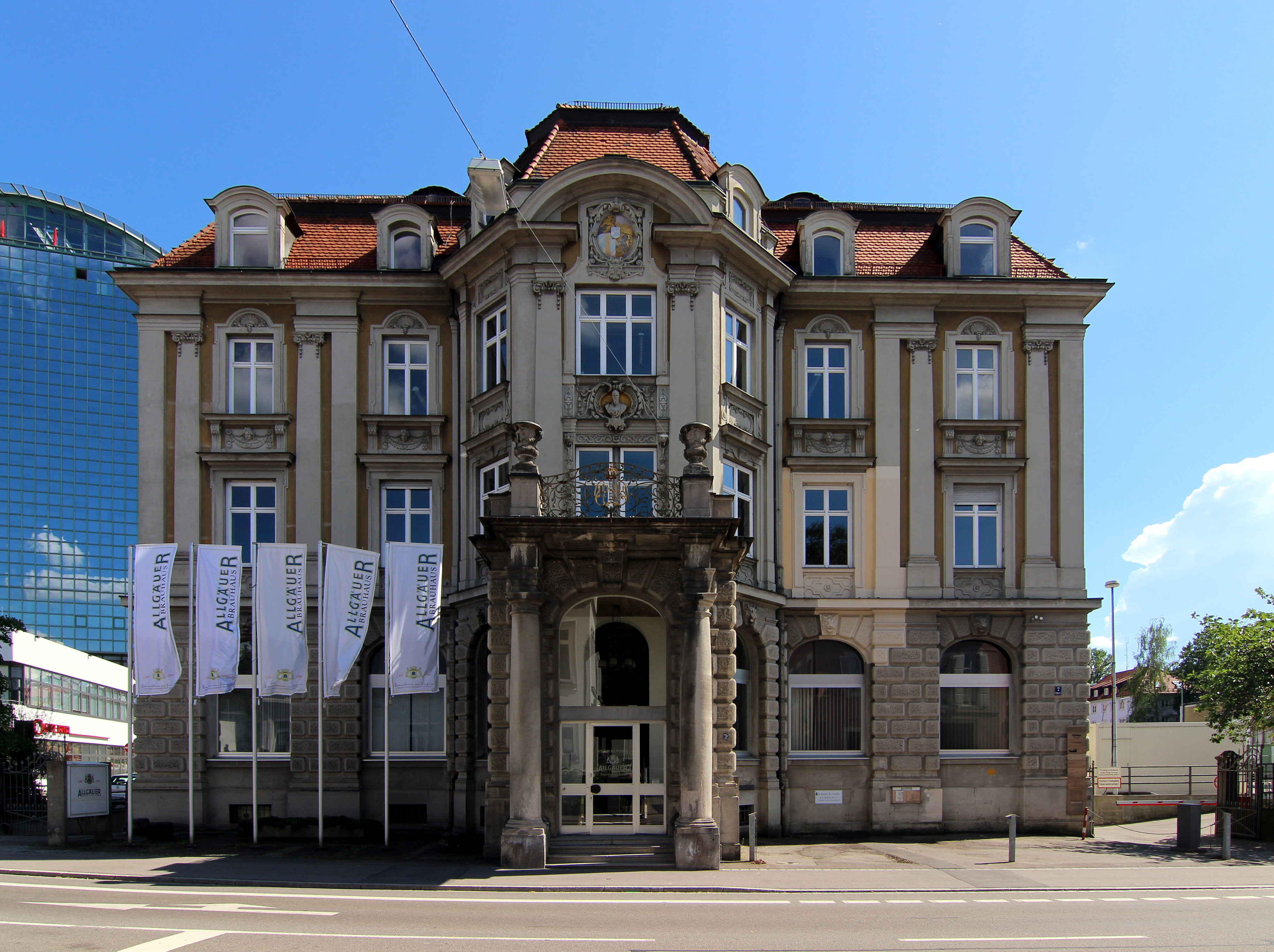
Nr. 7: 1902/1903 von Albert Schmidt
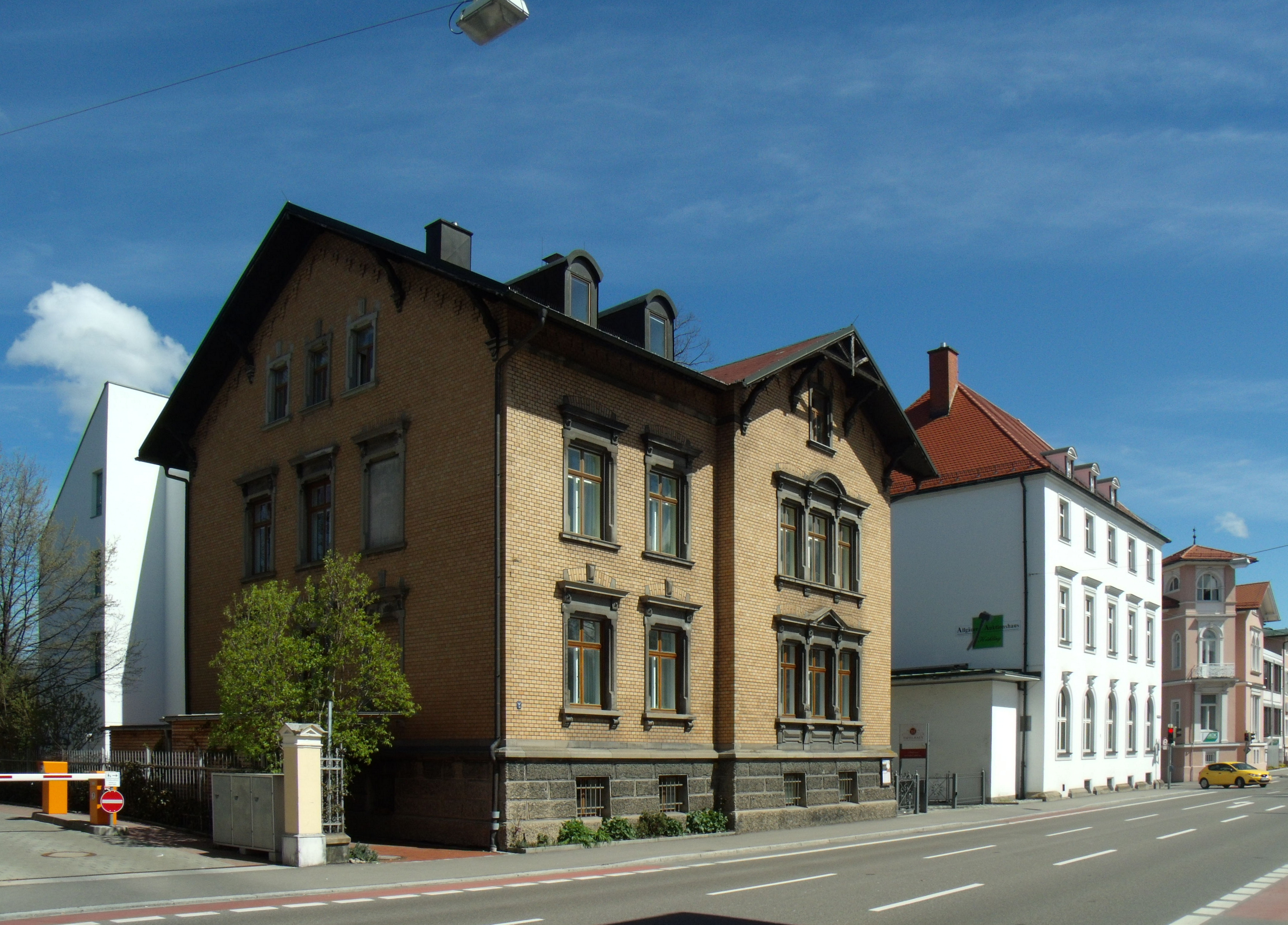
Nr. 12: 1894/95 errichtet
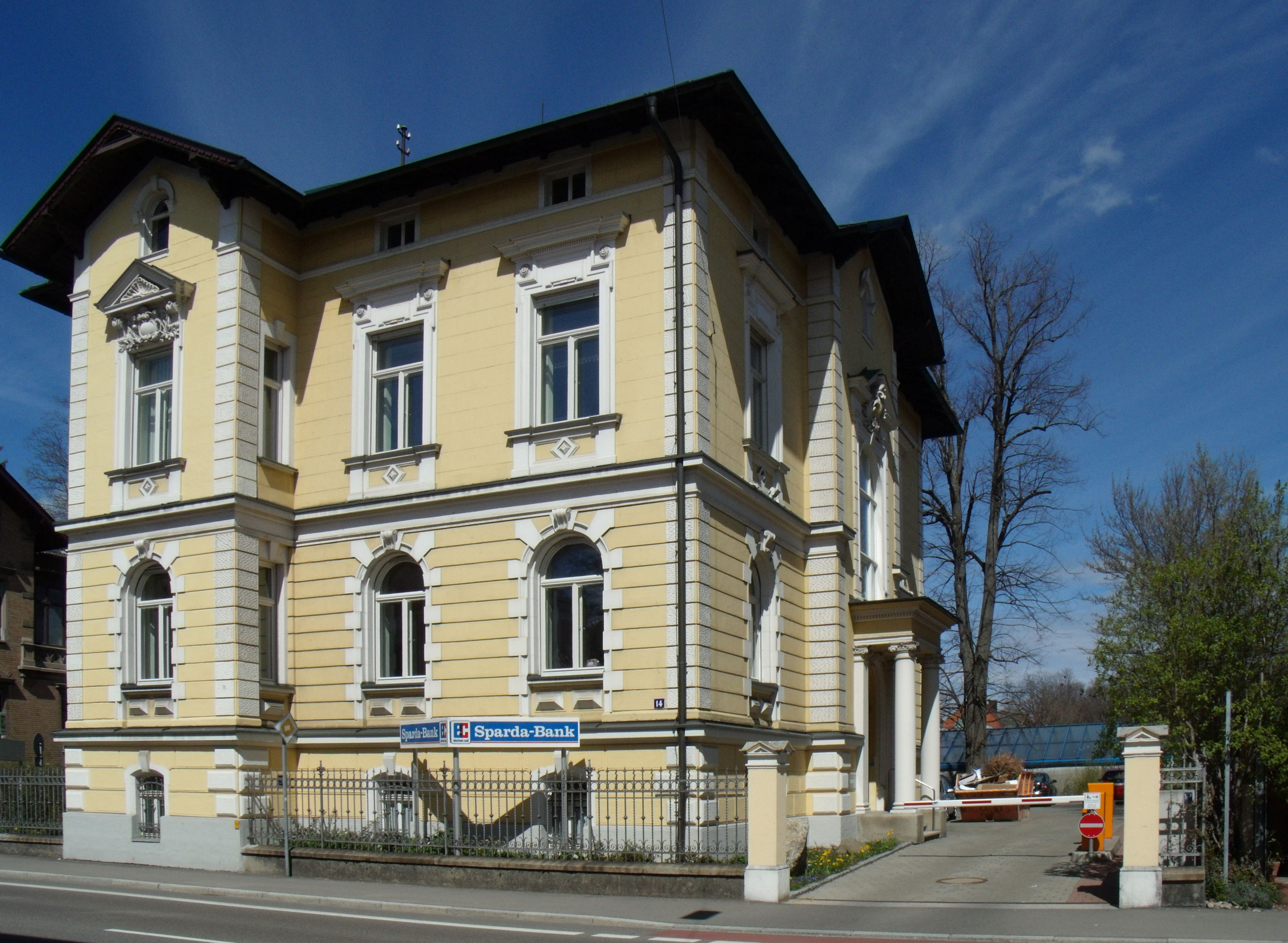
Nr. 14: 1897 bezeichnet
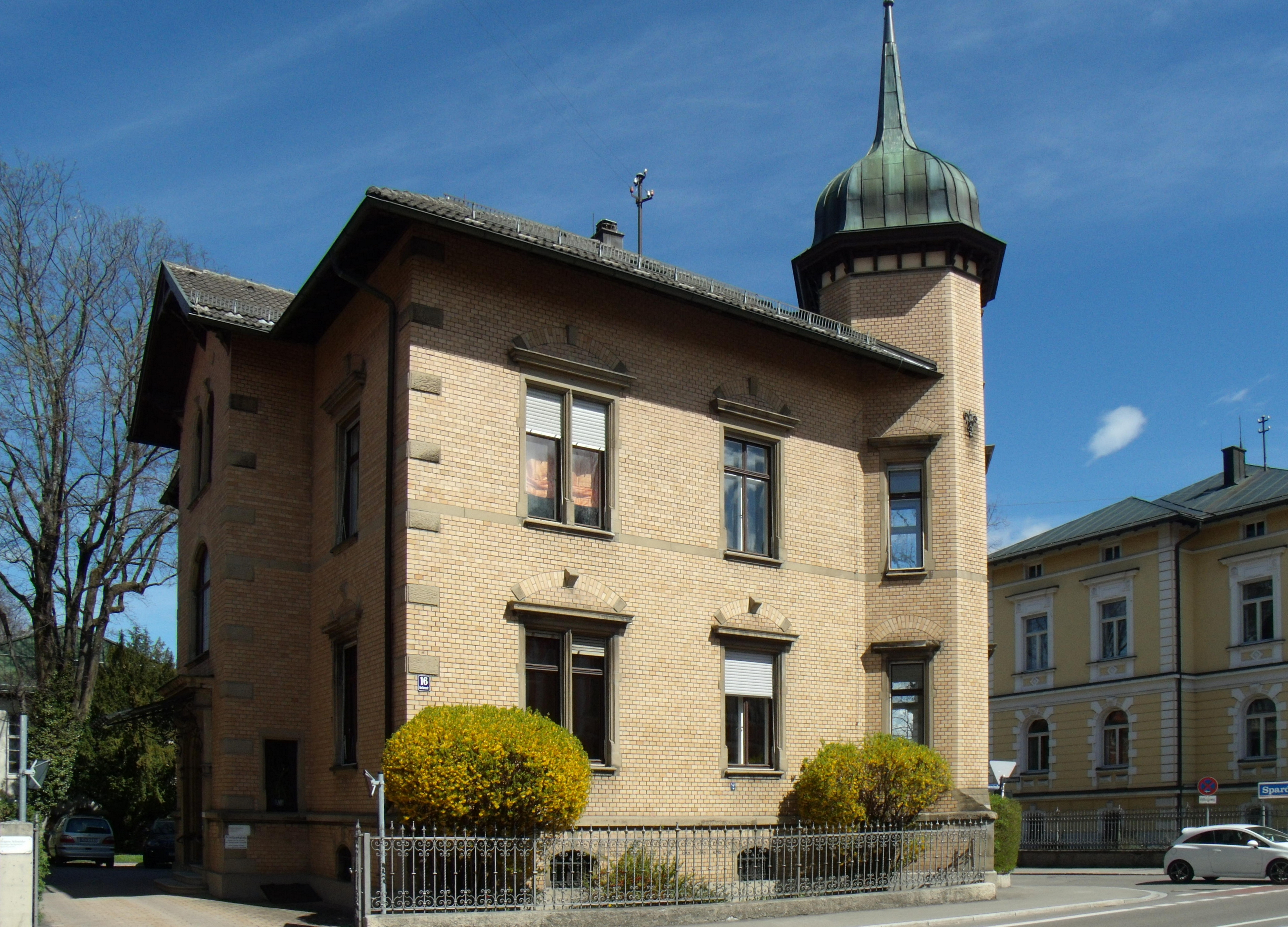
Nr. 16: 1895
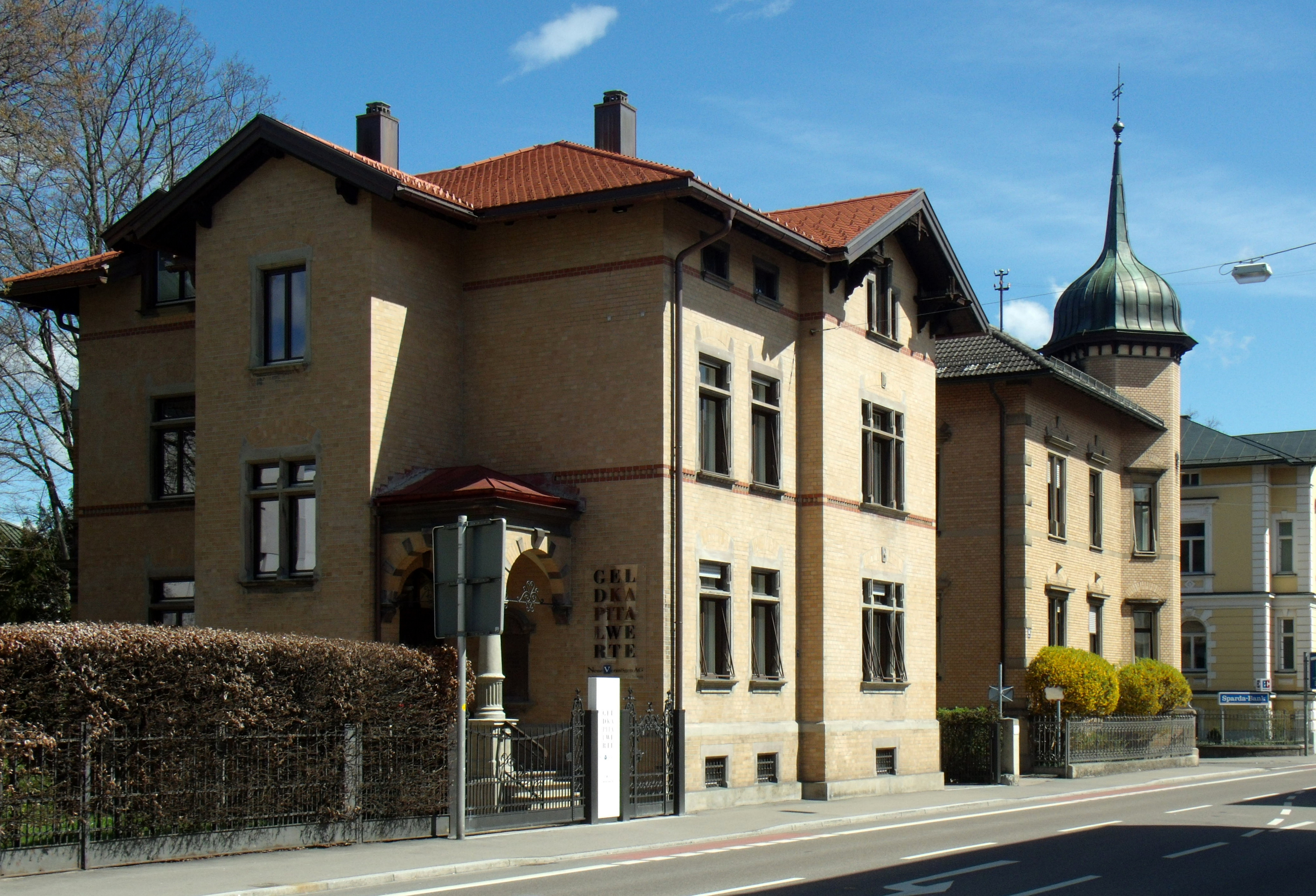
Nr. 18: 1894/1895